# 韓金甲
韓金甲（？—？），回族，山东济南府禹城县人，清朝軍事將領、武狀元。
咸豐九年（1859年），登己未科一甲第一名武進士，钦点御前侍卫，后跟隨僧格林沁平定民亂，有戰功。